# Peter Gordon
Peter Gordon   (Ontario, 16 d'agost de 1882 - Vancouver, 26 de juny de 1975) va ser un regatista canadenc que va competir durant la dècada de 1930.
El 1932 va prendre part en els Jocs Olímpics de Los Angeles, on va guanyar la medalla de plata en la categoria de 8 metres del programa de vela. Gordon navegà a bord del Santa Maria junt a Ernest Cribb, Harry Jones, Hubert Wallace, Ronald Maitland i George Gyles.